# 박미점
박미점(朴美奌, 1960년 2월 10일 ~ )은 대한민국의 제5대 부산광역시 부산진구의원이다.

## 학력
- 5년제 한국방송통신대학교 행정학과 학사 졸업
- 동의대학교 행정대학원 사회복지학과 석사 졸업

## 경력
- 한국학원총연 음악분과 부산동부지부 지회장 역임
- 한국학원총연 음악분과 부산지회 부회장 역임
- 나라음악학원 원장 역임
- 나라유치원 원장 역임
- 부산광역시 새누리당 여성자문위원회 위원
- 2007.12 ~ 2010.06 제5대 부산광역시 부산진구의회 의원
- 2008.07 ~ 2010.06 제5대 부산광역시 부산진구의회 후반기 기획총무위원회 위원

## 역대 선거 결과
|  | 0% |

|  | 19.52% |

|  | 17.45% |